# Mali Ciornokinți, Ciortkiv
Mali Ciornokinți (în ucraineană Малі Чорнокінці) este o comună în raionul Ciortkiv, regiunea Ternopil, Ucraina, formată numai din satul de reședință.

## Demografie
Componența lingvistică a comunei Mali Ciornokinți
     Ucraineană (99,83%)
Conform recensământului din 2001, majoritatea populației comunei Mali Ciornokinți era vorbitoare de ucraineană (99,83%), existând în minoritate și vorbitori de alte limbi.